# Дека, Лиджия
Лиджия Дека (рум. Ligia Deca; род. 22 декабря 1982, Констанца) — румынский политический и государственный деятель. Член правоцентристской Национальной либеральной партии (НЛП). Министр образования Румынии с 3 октября 2022 года.

## Биография
Родилась 22 декабря 1982 года в городе Констанца.
В 2001 году окончила школу «Национальный колледж имени Мирчи Старого» города Констанца. 
В 2002 году сдала Certificate in Advanced English по английскому языку. В 2003 году получила диплом, подтверждающий знание французского языка, в Альянс Франсез. 
Окончила Морской университет города Констанца (UMC), где в 2006 году получила диплом инженера в области морского судоходства. Там же в 2008 году получила степень магистра в области морского и портового управления. С 2012 года занималась исследованиями в области политологии в докторантуре и в 2016 году защитила докторскую диссертацию в этой области в Люксембургском университете. Прошла постдокторскую программу в 2018—2019 годах в Колледже Новой Европы (New Europe College, NEC) в Бухаресте.
Являлась координатором «Коалиции за чистые университеты» — объединения ассоциаций преподавателей, студентов и профсоюзов в борьбе с коррупцией в образовательных учреждениях Румынии. Важную роль в этом движении играли аспиранты западных университетов.
В 2005 году получила сертификат аудитора по стандартам ISO серии 9000:2000. Работала в качестве консультанта по разработке систем менеджмента качества в различных учреждениях (высших учебных заведениях, государственных учреждениях и частных компаниях).
В 2005—2006 годах — генеральный секретарь Национального альянса студенческих организаций Румынии (ANOSR), в 2006—2007 годах — президент ANOSR. Являлась членом Комитета по гендерному равенству в Европейском студенческом союзе (ESU). В 2008—2010 годах — президент ESU. Как председатель была главным координатором ESU в Наблюдательной группе Болонского процесса (BFUG), Европейском пространстве высшего образования Совете Европы и ЮНЕСКО.
В 2008 году — менеджер проекта в академическом обществе Румынии (SAR).
В 2010—2012 годах — руководитель секретариата Болонского процесса, который координировал организацию проведения Конференций министров образования стран-участниц Болонского процесса.
В 2010 и в 2012—2015 годах — эксперт в государственном агентстве по финансированию исследований UEFISCDI, подчинённом министерству образования. В 2015 году — эксперт в государственном агентстве ANPCDEFP.
В 2012—2013 годах — руководитель проекта в Европейском реестре агентств гарантии качества (EQAR). В 2014 году — член экспертной группы Science in Education Expert Group (SEEG), созданной Европейской комиссией.
С 17 октября 2014 года по 19 июня 2015 года — ассистент в Западном университете города Тимишоара.
В 2017 году участвовала в исследовательской группе в Колледже Новой Европы в Бухаресте.
В 2015 году стала статским советником в администрации президента. 23 декабря 2019 года назначена советником президента по образованию и науке в команде президента Клауса Йоханниса, координировала президентский проект «Образованная Румыния» (România Educată) и пакет законов об образовании.
С 1 октября 2019 года по 20 февраля 2022 года — ассистент, с 21 февраля 2022 года — преподаватель на кафедре международных отношений и европейской интеграции в Национальной школе политических и административных исследований (SNSPA) в Бухаресте.
После отставки министра образования Сорина Кымпяну (НЛП) Национальная либеральная партия выдвинула Лиджию Деку на этот пост. Назначена президентом Клаусом Йоханнисом 3 октября 2022 года министром образования в правительстве во главе с премьер-министром Николае Чукэ (НЛП). 15 июня 2023 года назначена министром образовании Румынии в правительстве во главе с премьер-министром Марчелом Чолаку.

## Награды
- Кавалер ордена Звезды Румынии (13 декабря 2024 года)[6]
- Орден Креста земли Марии III класса (15 июня 2021 года, Эстония)[7]